# Légszivattyú csillagkép

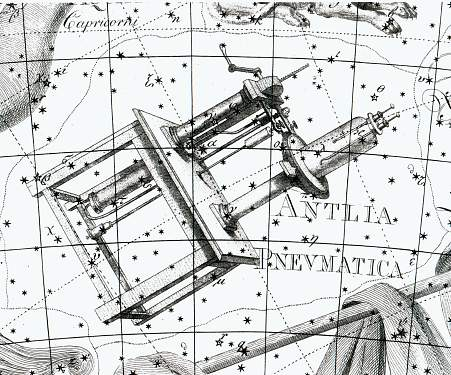
A Légszivattyú csillagkép Johann Bode csillagatlaszában

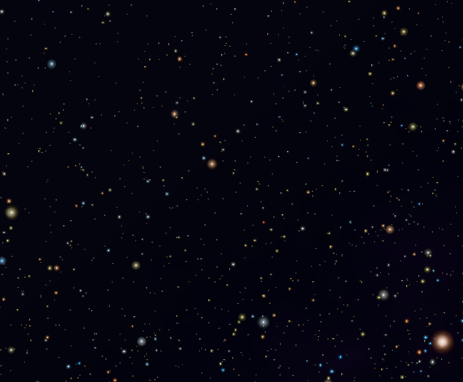
A Légszivattyú csillagkép

A Légszivattyú (latin: Antlia) viszonylag új keletű csillagkép, a 18. században alkották meg. A Nemzetközi Csillagászati Unió vette fel a 88 modern csillagkép közé. A légszivattyút Észak felől az Északi vízikígyó, más néven a Hydra határolja. Határos csillagképek továbbá a Pyxis, Centaurus, és a Vela.

## Története, mitológia
A csillagkép neve egy francia csillagásztól, Nicolas-Louis de Lacaille-től származik. (Eredetileg Antlia pneumatica volt a neve, Denis Papin francia fizikus tiszteletére, aki a légszivattyút feltalálta.) Lacaille egy déli útja során 14 csillagképet alkotott meg, melyek leginkább csillagokban szegény régiókat töltenek ki. A csillagképhez nem kapcsolódik mitológia, Lacaille elsősorban tudományos eszközökről nevezte el csillagképeit (lásd továbbá: Circinus, Telescopium stb).

## Csillagok
A légszivattyú meglehetősen halvány csillagkép. Legfényesebb csillaga az α Antliae, mely egy 4,25m-s vörös óriás, a Földtől való távolsága mintegy 325 fényév.
- ε Antliae: 4m,6-s csillag
- ζ1, ζ2 Antliae: hatodrendű csillagokból álló pár, a ζ1 Ant-nak egy további, 7 magnitúdós kísérője is van.
- ι Antliae: sárga színű, 4m-s csillag.

## Mélyég-objektumok
- NGC 2997: Sc típusú spirálgalaxis
- NGC 3132: Planetáris köd, mely ismeretes még „Nyolckitöréses köd” néven is.
- Antlia törpegalaxis, a Tejútrendszerhez tartozó törpe szferoidális galaxis, 1997-ben fedezték fel.

## Fordítás
- Ez a szócikk részben vagy egészben  az   Antlia című angol Wikipédia-szócikk fordításán alapul.  Az eredeti cikk szerkesztőit annak laptörténete sorolja fel. Ez a jelzés csupán a megfogalmazás eredetét és a szerzői jogokat jelzi, nem szolgál a cikkben szereplő információk forrásmegjelöléseként.